# 金生官
金生官（1946年—），江苏江阴人，汉族，中华人民共和国政治人物，第十一届全国人民代表大会北京地区代表。

## 生平
毕业于北京矿业学院。中国共产党党员。2008年，当选为全国人大代表。